# Řeč

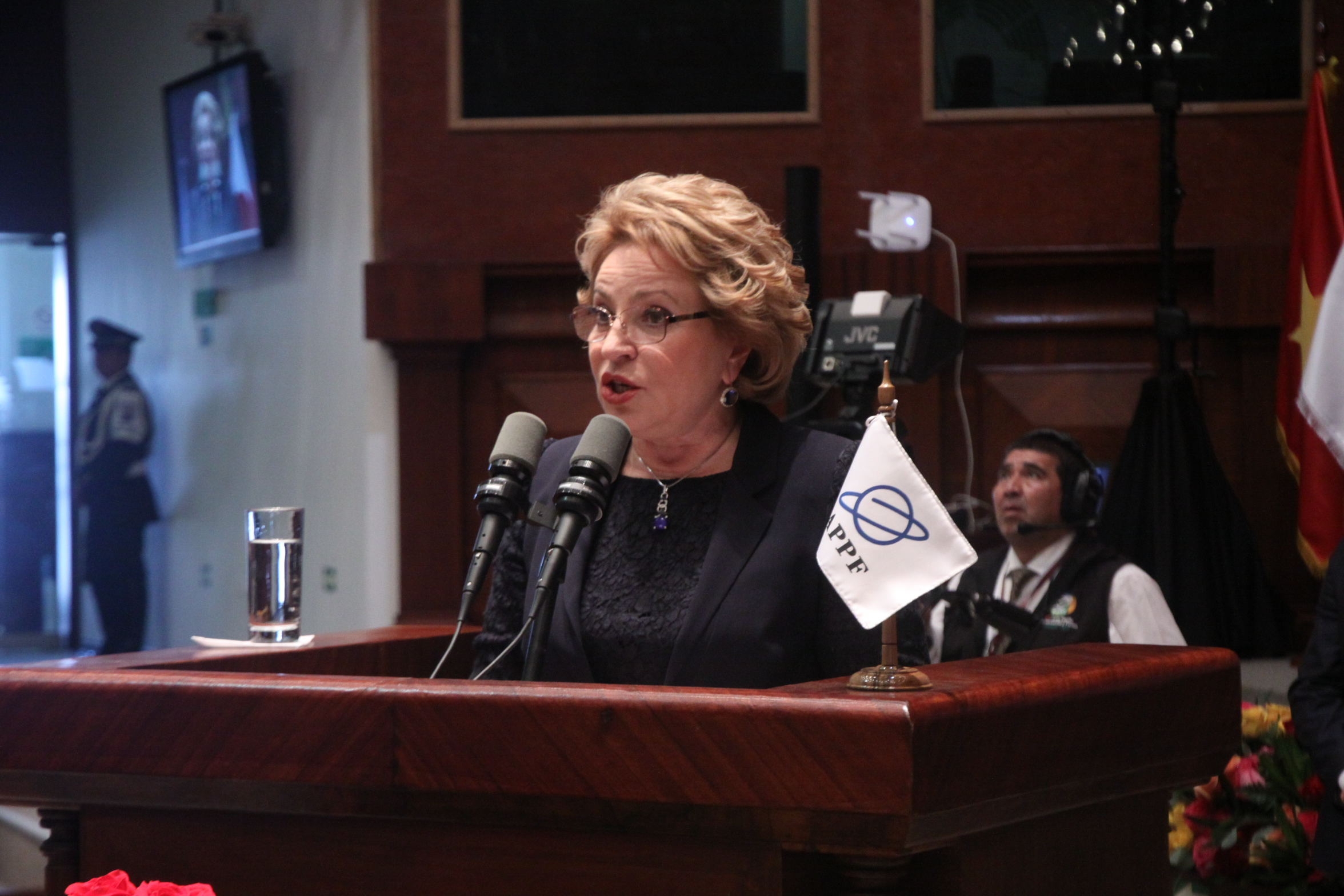
Řeč

Řeč je artikulovaný, nejčastěji zvukový projev člověka sloužící především ke vzájemnému dorozumívání. Každá řeč je článkovaná, tj. se skládá z prvků, ze slov, která tvoří slovní zásobu (lexikální systém); jejich skládání se řídí pravidly jazyka (gramatika). Slova se skládají z hlásek, jež tvoří jeho fonémický systém. Slova nejsou pouhé signály, které by svůj význam odvozovaly ze situace, nýbrž jsou to symboly s kulturně daným významem, který slovo nese v nejrůznějších situacích. Ani spojování slov není libovolné, nýbrž vždy se řídí syntaxí daného jazyka.

## Jazyk a řeč
Moderní lingvistika rozlišuje jazyk jako systém (podle Noama Chomského jazykovou kompetenci) a řeč nebo řečové akty jako aktuální použití této kompetence. Jazyků je mnoho, ve všech však lze rozeznat podobné složky či vrstvy (např. vrstvu fonetickou, lexikální, gramatickou a stylovou) a i vztah mezi jazykem a řečí je u všech podobný. Každý řečový akt se děje v určitém jazyce, který se jeho uživatel musel naučit, ale může být doplněn slovy z jazyků jiných. Řečový akt může být mluvený (akustický - promluva, případně audiovizuální, provázený gestikulací) nebo může být vyjádřen písmem jako text a neslyšící užívají vizuální znakový jazyk. Studiem jazyka vůbec se zabývá obecná lingvistika, studiem řeči mnohem mladší pragmatika a další obory.
"Řeč je pouze člověku vlastní účelové jednání, jímž se sdělují a vyjadřují myšlenky, pocity a přání, a to prostřednictvím kulturně daných symbolů a pravidel pro jejich řazení."

## Fyziologie řeči
Všechny činnosti související s řečí jsou řízeny mozkem. V mozkové kůře se nachází centrum řeči a odtud vycházejí složitě koordinované instrukce (signály) do svalů plic, hrtanu, jazyka a obličeje, přičemž pro tvorbu řeči je patrně podstatnější činnost obličejových svalů než hrtanu. Fyziologie nemusí hrát roli, ale rozhodující je spíše mozek.
Řeč vzniká proudem vzduchu, který vychází z plic, prochází mezi hlasivkami (hlasovou štěrbinou), které zpravidla vytvářejí základní zvuk, který je modulován (ovlivněn a doplněn) jazykem a patrem, dásněmi a rty v ústní dutině, která působí také jako rezonátor. Na tvorbě samohlásek se podílejí hlasivky a ústní dutina, na tvorbě neznělých souhlásek jazyk, patro, dásně a rty, na tvorbě znělých souhlásek ještě také hlasivky. Tvorbu hlásek studuje fonetika.

## Genetika a evoluce
Řeč je v běžném pojetí výsadou člověka. Ve vývoji jazykových schopností hrál podle některých studií velkou roli gen FOXP2, který je u nejbližšího příbuzného člověka, tedy šimpanze, mnohem méně vyvinutý. Ostatní živočichové sice mohou být schopni naučit se porozumět některým lidským slovům, dělají to však způsobem odlišným od člověka.[zdroj?] Pes se může naučit chápat asi 200 slov. Zvířecí řeč je sice obdobou lidské řeči, ale zatím není jasné, jaké jsou kvalitativní rozdíly mezi nimi. Šimpanz je schopen měnit zvuky své řeči podle jiných šimpanzů a zvuky patrně obsahují a sdělují například i typ potravy.

## Poruchy řeči
Poruchy řeči lze rozdělit na poruchy vývoje hlasu (problémy plynoucí z poškození řečových center v mozku), poruchu tvorby hlasu (onemocnění hrtanu), onemocnění úst apod. Vývojovými řečovými poruchami rozumíme řeč, která svým rozsahem a formou neodpovídá věku dítěte .Mezi poruchy řeči můžeme řadit např. Afázii (ztráta řeči) nebo také Koktavost. Poruchami řeči se zabývá foniatrie a logopedie.